# Lambesc
Lambesc es una población francesa, situada en el departamento de Bocas del Ródano, en el sureste del país (región de Provenza-Alpes-Costa Azul). Tiene una población de 7.934 habitantes y una extensión de 65,34 km² (2004).
Situada a 20 km al norte de la ciudad de Aix-en-Provence, Lambesc goza de una temperatura anual de 12 °C como media. La altitud de su territorio oscila entre los 111 m y 482 m.

## Historia
Es en el año 814 que aparece por primera vez el nombre de Lambisco en referencia la población. Durante la Edad Media se construye un castillo y unas murallas que protegen la población. En la actualidad de este castillo sólo queda una torre que forma parte de la iglesia parroquial de Nuestra Señora de la Asunción (1700-1741). Es de estilo barroco. Esta iglesia sucede a una anterior Nuestra Señora de la Rosa del siglo XIII.
Fue feudo de la Liga Católica, durante las guerras de religión de Francia, hasta su ocupación por las tropas reales en julio de 1589.
Bajo el reinado de Luis XIV, y Luis XVI Lambesc jugó un importante papel; durante más de cien años 1646-1786 fue la sede de la Asamblea de los Estados Generales de la región de Provenza. Lo que le valió el sobrenombre de Versailles Aixois. Muchas personalidades de la época estuvieron hospedadas en la ciudad, entre ellas, la marquesa de Sevigné de la cual se conserva una carta sellada en Lambesc el 20 de diciembre de 1672, en la que habla de esta población.
El 11 de junio de 1909 se produjo un gran terremoto en la región de cerca de 6.º en la escala Richter, que destruyó gran parte de la población y causó la muerte de 46 personas. 
Durante la Segunda Guerra Mundial la explosión de un tren de municiones alemán en la estación de ferrocarril de Lambesc destruyó numerosas viviendas y causa la destrucción de más del 20% de la ciudad. Por este hecho se concedió a Lambesc la Cruz de Guerra el 11 de noviembre de 1948.